# Gorybia acuta
Gorybia acuta là một loài bọ cánh cứng trong họ Cerambycidae.